# 小野木玲
小野木 玲（おのぎ れい、1978年5月27日 - ）は、千葉県我孫子市出身のサッカー指導者。

## 経歴
市立船橋高校で、第75回全国高等学校サッカー選手権大会で優勝。同級生には、北嶋秀朗、吉川京輔、中村直志、佐藤陽彦などがいる。
明海大学に進学し、4年時にはキャプテンを務める。
大学卒業と同時に明海大学サッカー部のコーチに就任し、それと並行して2002年からはジェフユナイテッド市原育成部コーチを務める。
2004年からは清水エスパルススクールコーチとなり、2015年には清水エスパルスユースのコーチになる。2016年からは中学世代の監督を務め、2018年の第22回全日本U-15サッカー大会では優勝し、チームとしては3連覇に導く。2020年からユースチームのコーチに就任。
2022年はエスパルスから派遣され、常葉大学サッカー部コーチとなり、同大学を総理大臣杯出場に導く。2023年には清水エスパルスユースに戻り、ヘッドコーチに就任する。
2024年、JFL・沖縄SVの監督に就任。

## 指導歴
- 2001-2003　明海大学コーチ
- 2002-2003　ジェフユナテッド市原ジュニアユース辰巳台コーチ
- 2004　清水エスパルスサッカースクールコーチ
- 2008-2010　清水エスパルスSS駿東 監督
- 2011-2014　清水エスパルスSS藤枝 監督
- 2015　清水エスパルスユースコーチ
- 2016　清水エスパルスU-13監督
- 2017　清水エスパルスU-14監督
- 2018　清水エスパルスU-15監督
- 2019　清水エスパルスU-10三島 監督
- 2020-2021　清水エスパルスユースコーチ
- 2022　常葉大学サッカー部コーチ
- 2023　清水エスパルスユースヘッドコーチ
- 2024　沖縄SV 監督

1.3連覇を目指す清水の小野木玲監督が大会を勝ち抜くポイントを語る JFA 第22回全日本U-15サッカー大会

2.清水が3連覇を達成し、最後の大会王者に輝く　JFA 第22回全日本U-15サッカー大会

3.「選手には思い切りチャレンジしてほしい」小野木玲監督（清水）　JFA 第22回全日本U-15サッカー大会

4.小野木玲氏 沖縄SV監督就任のお知らせ